# Mariampol (gmina Podbrzezie)
Mariampol (lit. Marijampolis) – wieś na Litwie, w okręgu wileńskim, w rejonie wileńskim, w gminie Podbrzezie.
Znajdują się tu duże stawy rybne.

## Historia
W dwudziestoleciu międzywojennym majątek ziemski leżący w Polsce, w województwie wileńskim, w powiecie wileńsko-trockim, w gminie Podbrzezie. W 1931 miejscowość liczyła 24 mieszkańców, zamieszkałych w 5 budynkach.
Po II wojnie światowej w granicach Związku Sowieckiego. Od 1991 na niepodległej Litwie.